# 엄연년 (장손)
엄연년(嚴延年, ? ~ ?) 또는 장연년(莊延年)은 전한 후기의 관료로, 자는 장손(長孫)이다.

## 생애
지절 3년(기원전 67년), 집금오에 임명되었다.

## 출전
- 반고, 《한서》 권19하 백관공경표下 · 권63 무오자전